# Charlie Vickers
Charlie Vickers (Melbourne, 24 ottobre 1992) è un attore australiano.

## Biografia
Charlie Vickers nasce a Melbourne e cresce a Geelong. Studia arte presso la Royal Melbourne Institute of Technology e prende parte a un teatro amatoriale. A Sydney sostiene un'audizione per una scuola di recitazione con sede a Londra, dove frequenta la Royal Central School of Speech and Drama e si diploma nel 2017.

### Carriera
Il debutto ufficiale arriva nel 2018 in televisione con il ruolo di Guglielmo de' Pazzi nella seconda stagione della serie anglo-italiana I Medici.
Nel 2019 recita nella commedia drammatica Palm Beach diretto da Rachel Ward, e l'anno seguente nel thriller Death in Shoreditch di Douglas Ray.
Nel 2022 diventa noto internazionalmente interpretando Sauron nella serie televisiva Il Signore degli Anelli - Gli Anelli del Potere, apparendo per la prima volta nel secondo episodio nei panni di Halbrand, travestimento umano dell'Oscuro Signore. Vickers non era al corrente che avrebbe interpretato proprio Sauron fino alle riprese del terzo episodio. Per avvicinarsi maggiormente al personaggio ha fatto un'escursione di cinque giorni al Parco nazionale del Tongariro, in Nuova Zelanda, mentre per eseguire le scene subacquee ha imparato a immergersi in apnea.
Nel 2023 recita nella miniserie televisiva Ascolta i fiori dimenticati, adattamento dell'omonimo romanzo di Holly Ringland. Nel 2025 è protagonista della miniserie di Netflix Ombre nell'acqua, tratta dall'omonimo romanzo di Jane Harper.

### Vita privata
Vickers è un appassionato corridore, completando diversi triathlon e correndo dai 5 a 10 chilometri diverse volte alla settimana.

## Filmografia

### Cinema
- Palm Beach, regia di Rachel Ward (2019)
- Death in Shoreditch, regia di Douglas Ray (2020)

### Televisione
- I Medici - Lorenzo il Magnifico (Medici: The Magnificent) – serie TV, 8 episodi (2018)
- Il Signore degli Anelli - Gli Anelli del Potere (The Lord of the Rings: The Rings of Power) – serie TV (2022-in corso)
- Ascolta i fiori dimenticati (The Lost Flowers of Alice Hart), regia di Glendyn Ivin – miniserie TV (2023)
- Ombre nell'acqua (The Survivors), regia di Cherie Nowlan e Ben C. Lucas – miniserie TV (2025

## Doppiatori italiani
Nelle versioni in italiano delle opere in cui ha recitato, Charlie Vickers è stato doppiato da:
- Gianluca Cortesi in Il Signore degli Anelli - Gli Anelli del Potere, Ascolta i fiori dimenticati
- Emanuele Ruzza in I Medici
- Manuel Meli in Ombre nell'acqua